# Progebiophilus chapini
Progebiophilus chapini är en kräftdjursart som först beskrevs av Van Name 1920.  Progebiophilus chapini ingår i släktet Progebiophilus och familjen Bopyridae. Inga underarter finns listade i Catalogue of Life.